# 翁德热·涅梅茨
翁德热·涅梅茨（捷克語：Ondřej Němec，1984年4月18日—），捷克男子冰球运动员，场上位置是后卫。他曾代表捷克国家队参加2018年冬季奥林匹克运动会男子冰球比赛，获得第四名。